# Laplace, Louisiana
Laplace är en ort i Saint John the Baptist Parish, Louisiana, USA.